# ملعب بيسكوت
ملعب بيسكوت هو أحد ملاعب كرة القدم الموجودة في إنجلترا، وهو الملعب الرسمي إلى نادي والسول. وكان بني في 1989-90، مع تكلفة بناء 4,5 مليون جنيه وافتتح في عام 1990. ويتسع الملعب حاليًا إلى 11300 مشجع.